# توم هايوود
توم هايوود (بالإنجليزية: Tom Haywood)‏ هو لاعب دوري الرغبي أسترالي، ولد في 1895 في Redfern, New South Wales ‏ في أستراليا، وتوفي في 4 أبريل 1961 في Rydalmere, New South Wales ‏ في أستراليا.